# Новомихайловка (Федоровський район)
Новомиха́йловка (рос. Новомихайловка, башк. Яңы Михайловка) — присілок у складі Федоровського району Башкортостану, Росія. Входить до складу Денискинської сільської ради.
Населення — 64 особи (2010; 68 в 2002).
Національний склад:
- росіяни — 93%